# Charles Beachcroft
Charles Beachey Key Beachcroft, né en 1871 à Rickmansworth (Angleterre) et mort le 15 mai 1927, est un joueur britannique de cricket. 

## Biographie
Charles Beachcroft, joueur d'Exeter et de Starcroft en 1900, participe à l'unique match de cricket aux Jeux olympiques en 1900 à Paris. La Grande-Bretagne bat la France par 158 courses  et remporte donc la médaille d'or.